# Felicjanów (Miszewko)
Felicjanów – część wsi Miszewko w województwie mazowieckim, w powiecie płockim, w gminie Bodzanów.
Miejscowość leży w sołectwie Miszewko i Felicjanów, założona na początku XX wieku przez mariawitów. Ośrodek życia religijnego i siedziba władz Kościoła Katolickiego Mariawitów w Rzeczypospolitej Polskiej.
W latach 1975–1998 miejscowość administracyjnie należała do województwa płockiego.

## Historia

### Powstanie osady
Początki Felicjanowa związane są z parcelacją majątku Miszewko Garwackie, który od 1902 wyprzedawała ziemiańska rodzina Jaroszewskich. Część gruntów z tego podziału nabyła Florentyna z Jurkiewiczów Maciejowcowa, która z kolei odsprzedawała je z zyskiem innym zainteresowanym. Jej propozycją sprzedaży zainteresowali się mariawici, którzy pod wodzą swojej przewodniczki duchowej Feliksy Kozłowskiej wyodrębnili się w 1906 z Kościoła rzymskokatolickiego i byli w trakcie organizowania własnej wspólnoty religijnej.

### Kolonia mariawicka
W 1910 za pieniądze z ofiar wiernych i pożyczkę zaciągniętą w banku rolnym w imieniu Kościoła Mariawitów, Feliksa Kozłowska zakupiła od Florentyny z Jurkiewiczów Maciejowcowej 500 hektarów ziemi, które następnie podzielono wśród osiedlających się tam wyznawców mariawityzmu. Ogółem w trakcie tej kolonizacji na gospodarstwach mających od 5 do 15 hektarów zamieszkały 73 rodziny. Poza tym z istniejącego tam wcześniej folwarku wydzielono 46 hektarów, które stały się zalążkiem klasztoru, szkoły, internatu dla sierot i ochronki. Powstała owczarnia i młyn. Zakonnice Zgromadzenia Sióstr Mariawitek prowadziły pracownię haftu, pralnię, szwalnie. Osada od imienia założycielki została nazwana Felicjanów.

### Ośrodek Kościoła Katolickiego Mariawitów
W 1935 w miejscowości wraz z żoną, synem i grupą swoich sympatyków zamieszkał arcybiskup Jan Maria Michał Kowalski wcześniej zdjęty z urzędu zwierzchnika Starokatolickiego Kościoła Mariawitów. W Felicjanowie zorganizował on ośrodek życia religijnego własnej wspólnoty mariawickiej, która po rozłamie z denominacją płocką przyjęła nazwę Kościoła Katolickiego Mariawitów.
W czasie II wojny światowej klasztor w Felicjanowie został wysiedlony przez Niemców. Mariawici odzyskali swój majątek dopiero po zakończeniu działań wojennych w 1945.
Obecnie w Felicjanowie mieści się siedziba władz zwierzchnich Kościoła Katolickiego Mariawitów. Odbywają się tutaj też rokrocznie główne uroczystości religijne tej wspólnoty wyznaniowej.

## Zabytki
- dwór w stylu eklektycznym z poł. XIX w., przebudowany w 1910, od 1935 siedziba władz Kościoła Katolickiego Mariawitów.
- spichlerz z XIX w., przebudowany w 1913, dawny klasztor mariawicki.
- zabudowania gospodarcze z początku XX w.
- park dworski powstały w latach 1910-1913.